# 福島市信夫学習センター
福島市信夫学習センター（ふくしまし しのぶがくしゅうセンター）は、福島県福島市にある生涯学習施設である。

## 概要
福島市学習センター条例に基づき設置された学習センターの一つであり、福島市信夫地区中心部、大森の中心部に位置している。もともとは福島市信夫公民館として利用されており、信夫地区住民の生涯学習の拠点として利用されてきた。建物は福島市役所信夫支所との合築となっている。

## 施設
1階
- 和室
- 図書室（福島市立図書館分館）
- 実習室
- ホール
- 福島市役所信夫支所

2階
- 講義室
- 信夫支所大会議室

## 沿革
- 1966年6月 - 信夫郡信夫村が福島市に編入合併されたことから福島市信夫公民館が設置される。
- 1967年4月 - 福島市公民館設置条例の改正により、市内7つの公民館本館の一つとして信夫公民館の設置が決定する。
- 2005年4月 - 福島市公民館条例が廃止され福島市学習センター条例が施行される。これにより従来の福島市信夫公民館が福島市信夫学習センターへ改称される。

## 開館
- 開館時間 - 午前9時～午後9時（未登録団体の専用使用は午後5時45分まで）
- 休館日 - 毎週火曜日、国民の祝日、12月29日から翌年1月3日まで

## アクセス
- 福島交通バス平田線 大森本町・信夫支所入口停留所より徒歩1分。

## 周辺
- 大森城山公園
- 福島市立信夫中学校
- 福島市立大森小学校
- 済生会福島総合病院
- 福島県道148号水原福島線（大森街道）